# Ernst Stemann
Christian Ludvig (Ludewig) Ernst Stemann (født 14. marts 1802 i Husum, død 14. marts 1876 på Frederiksberg) var en dansk retslærd og genealog, far til Gustav Stemann.
Stemann blev cand. jur. 1822, underretsadvokat i Husum, Dr. jur. i Kiel ved afhandlingen De veteris dotis actionum, rei uxoriæ atque ex stipulata, differentiis (1826), privatdocent sammesteds, 1827 på ny advokat i Husum, 1836 konstitueret landfoged på Pellworm, 1837 herredsfoged og kirkeskriver i Hviding og Nørre Rangstrup Herreder, 1844 landfoged og præses i Stad- og Landretten på Ærø, 1849 kommitteret i, 1850 fungerende chef for 1. slesvigske departement, 1852 direktør for den slesvigske overjustitskommission, samme år til 1864 præsident for appellationsretten for Slesvig, 1864 i nogen tid kongevalgt medlem af rigsrådets landsting.
Stemann var en retsindig og loyal embedsmand, højagtet både af danske og tyske. Bortset fra nogle excursioner på romerrettens område var det navnlig den slesvigske ret, som fængslede hans interesse, og som han gjorde til genstand for sin grundige og samvittighedsfulde forsken. 1855 udgav han Schleswigs Recht und Gerichtsverfassung im siebenzehnten Jahrhundert, der efterfulgtes, foruden af forskellige afhandlinger, aktstykker og lignende, af Das Güterrecht der Ehegatten im Gebiete des Jütschen Lovs (1857) og Geschichte des öffentlichen und Privat-Rechts des Herzogthums Schleswig (I—III 1866—67), arbejder af stor vigtighed for studiet af den slesvigske retshistorie.
Som afløser af J.L.A. Kolderup-Rosenvinges retshistorie skrev Stemann Den danske Retshistorie indtil Christian V’s Lov (1871), et værk, der har hævdet sin plads, indtil det fik efterfølgere i Matzens og Jørgensens fremstillinger; i en anmeldelse i "Ugeskrift for Retsvæsen" 1869 havde Stemann hilst den opdukkende stjerne Henning Matzen velkommen som retshistorisk forfatter. Efter Stemmans død udgav hans søn C.V. Stemann Urkundliche Beiträge zur Geschichte der Herzogthümer Schleswig und Holstein (1879).
Stemann var samtidig en kyndig genealog. I flere tidsskrifter offentliggjorde han udførlige monografier over forskellige adelsslægter, efter sagkyndiges udsagn de betydeligste bidrag til den slesvigske og holstenske adels slægtshistorie, der didtil var fremkomne.
Stemann blev Ridder af Dannebrogordenen 1852, Kommandør 1853, fik Storkorset 1854 og blev Dannebrogsmand 1867. Han blev kammerherre 1850 og gehejmekonferensråd 1876. Han er begravet på Frederiksberg Ældre Kirkegård.